# Campionato europeo maschile di pallavolo 1958
Il campionato europeo maschile di pallavolo 1958 si è svolto dal 30 agosto all'11 settembre 1958 a Praga, in Cecoslovacchia: al torneo hanno partecipato venti squadre nazionali europee e la vittoria finale è andata per la terza volta, la seconda consecutiva, alla Cecoslovacchia.

## Regolamento

### Formula
Le squadre hanno disputato una prima fase a gironi con formula del girone all'italiana; al termine della prima fase:
- Le prime due classificate di ogni girone hanno acceduto al girone per il primo posto, strutturato in un girone all'italiana.
- La terza e la quarta classificata di ogni girone hanno acceduto al girone per il nono posto, strutturato in un girone all'italiana.
- L'ultima classificata di ogni girone ha acceduto al girone per il diciassettesimo posto, strutturato in un girone all'italiana.

### Criteri di classifica
Sono stati assegnati 2 punti alla squadra vincente e 1 a quella sconfitta.
L'ordine del posizionamento in classifica è stato definito in base a:
- Punti;
- Ratio dei set vinti/persi;
- Ratio dei punti realizzati/subiti;
- Risultati degli scontri diretti.

## Squadre partecipanti
| Squadra          | Qualificazione      | Ultima partecipazione |
| ---------------- | ------------------- | --------------------- |
| Albania          | -                   | Romania 1955          |
| Austria          | -                   | Romania 1955          |
| Belgio           | -                   | Romania 1955          |
| Bulgaria         | -                   | Romania 1955          |
| Cecoslovacchia   | Paese organizzatore | Romania 1955          |
| Danimarca        | -                   | Debutto               |
| Finlandia        | -                   | Romania 1955          |
| Francia          | -                   | Romania 1955          |
| Germania Est     | -                   | Debutto               |
| Germania Ovest   | -                   | Debutto               |
| Italia           | -                   | Romania 1955          |
| Jugoslavia       | -                   | Romania 1955          |
| Paesi Bassi      | -                   | Francia 1951          |
| Polonia          | -                   | Romania 1955          |
| Rep. Araba Unita | -                   | Romania 1955          |
| Romania          | -                   | Romania 1955          |
| Tunisia          | -                   | Debutto               |
| Turchia          | -                   | Debutto               |
| Ungheria         | -                   | Romania 1955          |
| Unione Sovietica | -                   | Romania 1955          |

## Torneo

### Fase a gironi
| Girone A       | Girone B    | Girone C         | Girone D         |
| -------------- | ----------- | ---------------- | ---------------- |
| Cecoslovacchia | Belgio      | Bulgaria         | Albania          |
| Francia        | Italia      | Danimarca        | Austria          |
| Germania Est   | Paesi Bassi | Rep. Araba Unita | Jugoslavia       |
| Germania Ovest | Romania     | Finlandia        | Turchia          |
| Tunisia        | Ungheria    | Polonia          | Unione Sovietica |

#### Girone A

##### Risultati
| 30 agosto 1958 ?, Praga Durata: ? - Spettatori: ?    | Germania Est   | 3 - 0 | Germania Ovest | 15-2, 15-6, 15-3    |
| 30 agosto 1958 ?, Praga Durata: ? - Spettatori: ?    | Francia        | 3 - 0 | Tunisia        | 15-6, 15-0, 15-5    |
| 31 agosto 1958 ?, Praga Durata: ? - Spettatori: ?    | Germania Est   | 3 - 0 | Tunisia        | 15-3, 17-15, 15-0   |
| 31 agosto 1958 ?, Praga Durata: ? - Spettatori: ?    | Cecoslovacchia | 3 - 0 | Francia        | 15-8, 15-5, 15-11   |
| 1º settembre 1958 ?, Praga Durata: ? - Spettatori: ? | Tunisia        | 3 - 0 | Germania Ovest | 15-8, 15-12, 15-6   |
| 1º settembre 1958 ?, Praga Durata: ? - Spettatori: ? | Cecoslovacchia | 3 - 0 | Germania Est   | 15-2, 15-4, 15-2    |
| 2 settembre 1958 ?, Praga Durata: ? - Spettatori: ?  | Cecoslovacchia | 3 - 0 | Germania Ovest | 15-1, 15-1, 15-0    |
| 2 settembre 1958 ?, Praga Durata: ? - Spettatori: ?  | Francia        | 3 - 0 | Germania Est   | 15-10, 15-11, 15-10 |
| 3 settembre 1958 ?, Praga Durata: ? - Spettatori: ?  | Francia        | 3 - 0 | Germania Ovest | 15-2, 15-3, 15-5    |
| 3 settembre 1958 ?, Praga Durata: ? - Spettatori: ?  | Cecoslovacchia | 3 - 0 | Tunisia        | 15-2, 15-2, 15-3    |

##### Classifica
| Pos. | Squadra        | Pt | G | V | P | SV | SP | Ratio | PF  | PS  | Ratio |
| ---- | -------------- | -- | - | - | - | -- | -- | ----- | --- | --- | ----- |
| 1.   | Cecoslovacchia | 8  | 4 | 4 | 0 | 12 | 0  | MAX   | 180 | 41  | 4,390 |
| 2.   | Francia        | 7  | 4 | 3 | 1 | 9  | 3  | 3,000 | 159 | 97  | 1,639 |
| 3.   | Germania Est   | 6  | 4 | 2 | 2 | 6  | 6  | 1,000 | 131 | 119 | 1,100 |
| 4.   | Tunisia        | 5  | 4 | 1 | 3 | 3  | 9  | 0,333 | 81  | 163 | 0,496 |
| 5.   | Germania Ovest | 4  | 4 | 0 | 4 | 0  | 12 | 0,000 | 49  | 180 | 0,272 |

      Qualificata al girone per il primo posto.
      Qualificata al girone per il nono posto.
      Qualificata al girone per il diciassettesimo posto.

#### Girone B

##### Risultati
| 30 agosto 1958 ?, Praga Durata: ? - Spettatori: ?    | Paesi Bassi | 3 - 2 | Belgio      | 15-10, 6-15, 15-13, 13-15, 15-12 |
| 30 agosto 1958 ?, Praga Durata: ? - Spettatori: ?    | Ungheria    | 3 - 0 | Italia      | 15-5, 15-4, 15-1                 |
| 31 agosto 1958 ?, Praga Durata: ? - Spettatori: ?    | Italia      | 3 - 2 | Belgio      | 11-15, 15-5, 15-9, 11-15, 15-9   |
| 31 agosto 1958 ?, Praga Durata: ? - Spettatori: ?    | Romania     | 3 - 0 | Ungheria    | 15-12, 15-13, 15-11              |
| 1º settembre 1958 ?, Praga Durata: ? - Spettatori: ? | Italia      | 3 - 2 | Paesi Bassi | 16-18, 15-12, 9-15, 15-1, 15-1   |
| 1º settembre 1958 ?, Praga Durata: ? - Spettatori: ? | Romania     | 3 - 0 | Belgio      | 15-8, 15-4, 15-7                 |
| 2 settembre 1958 ?, Praga Durata: ? - Spettatori: ?  | Romania     | 3 - 0 | Paesi Bassi | 15-7, 15-10, 15-8                |
| 2 settembre 1958 ?, Praga Durata: ? - Spettatori: ?  | Ungheria    | 3 - 0 | Belgio      | 15-12, 15-0, 15-6                |
| 3 settembre 1958 ?, Praga Durata: ? - Spettatori: ?  | Romania     | 3 - 0 | Italia      | 15-8, 15-10, 15-7                |
| 3 settembre 1958 ?, Praga Durata: ? - Spettatori: ?  | Ungheria    | 3 - 2 | Paesi Bassi | 10-15, 12-15, 15-3, 15-4, 15-11  |

##### Classifica
| Pos. | Squadra     | Pt | G | V | P | SV | SP | Ratio | PF  | PS  | Ratio |
| ---- | ----------- | -- | - | - | - | -- | -- | ----- | --- | --- | ----- |
| 1.   | Romania     | 8  | 4 | 4 | 0 | 12 | 0  | MAX   | 180 | 105 | 1,714 |
| 2.   | Ungheria    | 7  | 4 | 3 | 1 | 9  | 5  | 1,800 | 193 | 131 | 1,473 |
| 3.   | Italia      | 6  | 4 | 2 | 2 | 6  | 10 | 0,600 | 182 | 190 | 0,957 |
| 4.   | Paesi Bassi | 5  | 4 | 1 | 3 | 7  | 11 | 0,636 | 184 | 247 | 0,744 |
| 5.   | Belgio      | 4  | 4 | 0 | 4 | 4  | 12 | 0,333 | 155 | 221 | 0,701 |

      Qualificata al girone per il primo posto.
      Qualificata al girone per il nono posto.
      Qualificata al girone per il diciassettesimo posto.

#### Girone C

##### Risultati
| 30 agosto 1958 ?, Praga Durata: ? - Spettatori: ?    | Rep. Araba Unita | 3 - 0 | Danimarca        | 15-5, 15-4, 15-3          |
| 30 agosto 1958 ?, Praga Durata: ? - Spettatori: ?    | Polonia          | 3 - 1 | Finlandia        | 12-15, 15-2, 15-1, 15-6   |
| 31 agosto 1958 ?, Praga Durata: ? - Spettatori: ?    | Finlandia        | 3 - 0 | Danimarca        | 15-11, 15-4, 15-1         |
| 31 agosto 1958 ?, Praga Durata: ? - Spettatori: ?    | Polonia          | 3 - 1 | Bulgaria         | 15-10, 15-10, 8-15, 15-7  |
| 1º settembre 1958 ?, Praga Durata: ? - Spettatori: ? | Finlandia        | 3 - 1 | Rep. Araba Unita | 16-14, 12-15, 15-8, 15-13 |
| 1º settembre 1958 ?, Praga Durata: ? - Spettatori: ? | Bulgaria         | 3 - 0 | Danimarca        | 15-0, 15-2, 15-5          |
| 2 settembre 1958 ?, Praga Durata: ? - Spettatori: ?  | Polonia          | 3 - 0 | Danimarca        | 15-1, 15-2, 15-2          |
| 2 settembre 1958 ?, Praga Durata: ? - Spettatori: ?  | Bulgaria         | 3 - 1 | Rep. Araba Unita | 15-8, 15-9, 13-15, 15-3   |
| 3 settembre 1958 ?, Praga Durata: ? - Spettatori: ?  | Bulgaria         | 3 - 0 | Finlandia        | 15-0, 15-8, 15-4          |
| 3 settembre 1958 ?, Praga Durata: ? - Spettatori: ?  | Polonia          | 3 - 0 | Rep. Araba Unita | 15-7, 15-3, 15-6          |

##### Classifica
| Pos. | Squadra          | Pt | G | V | P | SV | SP | Ratio | PF  | PS  | Ratio |
| ---- | ---------------- | -- | - | - | - | -- | -- | ----- | --- | --- | ----- |
| 1.   | Polonia          | 8  | 4 | 4 | 0 | 12 | 2  | 6,000 | 200 | 87  | 2,298 |
| 2.   | Bulgaria         | 7  | 4 | 3 | 1 | 10 | 4  | 2,500 | 190 | 107 | 1,775 |
| 3.   | Finlandia        | 6  | 4 | 2 | 2 | 7  | 7  | 1,000 | 139 | 168 | 0,827 |
| 4.   | Rep. Araba Unita | 5  | 4 | 1 | 3 | 5  | 9  | 0,555 | 146 | 173 | 0,843 |
| 5.   | Danimarca        | 4  | 4 | 0 | 4 | 0  | 12 | 0,000 | 40  | 180 | 0,222 |

      Qualificata al girone per il primo posto.
      Qualificata al girone per il nono posto.
      Qualificata al girone per il diciassettesimo posto.

#### Girone D

##### Risultati
| 30 agosto 1958 ?, Praga Durata: ? - Spettatori: ?    | Jugoslavia       | 3 - 0 | Turchia          | 15-8, 15-3, 15-13             |
| 30 agosto 1958 ?, Praga Durata: ? - Spettatori: ?    | Albania          | 3 - 0 | Austria          | 15-1, 15-2, 15-9              |
| 31 agosto 1958 ?, Praga Durata: ? - Spettatori: ?    | Jugoslavia       | 2 - 3 | Unione Sovietica | 10-15, 15-5, 7-15, 15-8, 8-15 |
| 31 agosto 1958 ?, Praga Durata: ? - Spettatori: ?    | Turchia          | 3 - 0 | Albania          | 17-15, 16-14, 15-8            |
| 1º settembre 1958 ?, Praga Durata: ? - Spettatori: ? | Turchia          | 3 - 0 | Austria          | 15-5, 15-8, 17-15             |
| 1º settembre 1958 ?, Praga Durata: ? - Spettatori: ? | Unione Sovietica | 3 - 0 | Albania          | 15-2, 15-10, 15-6             |
| 2 settembre 1958 ?, Praga Durata: ? - Spettatori: ?  | Jugoslavia       | 3 - 0 | Albania          | 15-4, 15-10, 15-9             |
| 2 settembre 1958 ?, Praga Durata: ? - Spettatori: ?  | Unione Sovietica | 3 - 0 | Austria          | 15-1, 15-7, 15-2              |
| 3 settembre 1958 ?, Praga Durata: ? - Spettatori: ?  | Jugoslavia       | 3 - 0 | Austria          | 15-1, 15-1, 15-6              |
| 3 settembre 1958 ?, Praga Durata: ? - Spettatori: ?  | Unione Sovietica | 3 - 0 | Turchia          | 15-4, 15-7, 15-8              |

##### Classifica
| Pos. | Squadra          | Pt | G | V | P | SV | SP | Ratio | PF  | PS  | Ratio |
| ---- | ---------------- | -- | - | - | - | -- | -- | ----- | --- | --- | ----- |
| 1.   | Unione Sovietica | 8  | 4 | 4 | 0 | 12 | 2  | 6,000 | 193 | 102 | 1,892 |
| 2.   | Jugoslavia       | 7  | 4 | 3 | 1 | 11 | 3  | 3,666 | 190 | 113 | 1,681 |
| 3.   | Turchia          | 6  | 4 | 2 | 2 | 6  | 6  | 1,000 | 138 | 155 | 0,890 |
| 4.   | Albania          | 5  | 4 | 1 | 3 | 3  | 9  | 0,333 | 123 | 150 | 0,820 |
| 5.   | Austria          | 4  | 4 | 0 | 4 | 0  | 12 | 0,000 | 58  | 182 | 0,318 |

      Qualificata al girone per il primo posto.
      Qualificata al girone per il nono posto.
      Qualificata al girone per il diciassettesimo posto.

### Fase finale

#### Girone 1º posto

##### Risultati
| 5 settembre 1958 ?, Praga Durata: ? - Spettatori: ?  | Jugoslavia       | 0 - 3 | Polonia          | 9-15, 5-15, 15-17                |
| 5 settembre 1958 ?, Praga Durata: ? - Spettatori: ?  | Bulgaria         | 3 - 1 | Romania          | 15-7, 13-15, 15-11, 15-13        |
| 5 settembre 1958 ?, Praga Durata: ? - Spettatori: ?  | Ungheria         | 3 - 2 | Cecoslovacchia   | 15-17, 15-8, 15-10, 9-15, 16-14  |
| 5 settembre 1958 ?, Praga Durata: ? - Spettatori: ?  | Unione Sovietica | 3 - 0 | Francia          | 18-16, 15-5, 15-12               |
| 6 settembre 1958 ?, Praga Durata: ? - Spettatori: ?  | Jugoslavia       | 2 - 3 | Bulgaria         | 4-15, 15-11, 15-10, 11-15, 7-15  |
| 6 settembre 1958 ?, Praga Durata: ? - Spettatori: ?  | Ungheria         | 3 - 1 | Polonia          | 7-15, 15-4, 15-13, 15-10         |
| 6 settembre 1958 ?, Praga Durata: ? - Spettatori: ?  | Cecoslovacchia   | 3 - 0 | Francia          | 15-4, 15-3, 15-12                |
| 6 settembre 1958 ?, Praga Durata: ? - Spettatori: ?  | Romania          | 3 - 2 | Unione Sovietica | 7-15, 15-12, 16-14, 5-15, 15-8   |
| 7 settembre 1958 ?, Praga Durata: ? - Spettatori: ?  | Ungheria         | 3 - 0 | Francia          | 15-8, 15-10, 15-9                |
| 7 settembre 1958 ?, Praga Durata: ? - Spettatori: ?  | Jugoslavia       | 0 - 3 | Unione Sovietica | 4-15, 1-15, 5-15                 |
| 7 settembre 1958 ?, Praga Durata: ? - Spettatori: ?  | Bulgaria         | 3 - 2 | Polonia          | 15-13, 17-15, 3-15, 10-15, 15-8  |
| 7 settembre 1958 ?, Praga Durata: ? - Spettatori: ?  | Cecoslovacchia   | 3 - 1 | Romania          | 6-15, 15-6, 15-9, 15-5           |
| 8 settembre 1958 ?, Praga Durata: ? - Spettatori: ?  | Jugoslavia       | 0 - 3 | Cecoslovacchia   | 5-15, 4-15, 11-15                |
| 8 settembre 1958 ?, Praga Durata: ? - Spettatori: ?  | Ungheria         | 3 - 2 | Bulgaria         | 8-15, 17-15, 15-17, 15-10, 17-15 |
| 8 settembre 1958 ?, Praga Durata: ? - Spettatori: ?  | Polonia          | 3 - 1 | Unione Sovietica | 15-7, 9-15, 15-10, 15-9          |
| 8 settembre 1958 ?, Praga Durata: ? - Spettatori: ?  | Romania          | 3 - 2 | Francia          | 15-10, 15-8, 7-15, 12-15, 15-5   |
| 9 settembre 1958 ?, Praga Durata: ? - Spettatori: ?  | Jugoslavia       | 3 - 1 | Francia          | 15-11, 15-2, 11-15, 15-11        |
| 9 settembre 1958 ?, Praga Durata: ? - Spettatori: ?  | Romania          | 3 - 2 | Ungheria         | 14-16, 15-9, 15-10, 9-15, 15-6   |
| 9 settembre 1958 ?, Praga Durata: ? - Spettatori: ?  | Unione Sovietica | 3 - 2 | Bulgaria         | 15-8, 14-16, 15-6, 11-15         |
| 9 settembre 1958 ?, Praga Durata: ? - Spettatori: ?  | Cecoslovacchia   | 3 - 1 | Polonia          | 13-15, 15-12, 15-6, 15-1         |
| 10 settembre 1958 ?, Praga Durata: ? - Spettatori: ? | Jugoslavia       | 2 - 3 | Romania          | 2-15, 15-13, 10-15, 15-11, 6-15  |
| 10 settembre 1958 ?, Praga Durata: ? - Spettatori: ? | Polonia          | 3 - 0 | Francia          | 15-10, 15-10, 15-6               |
| 10 settembre 1958 ?, Praga Durata: ? - Spettatori: ? | Cecoslovacchia   | 3 - 0 | Bulgaria         | 15-5, 15-6, 16-14                |
| 10 settembre 1958 ?, Praga Durata: ? - Spettatori: ? | Unione Sovietica | 3 - 0 | Ungheria         | 15-8, 15-13, 15-12               |
| 11 settembre 1958 ?, Praga Durata: ? - Spettatori: ? | Cecoslovacchia   | 3 - 2 | Unione Sovietica | 15-7, 10-15, 15-10, 14-16, 15-9  |
| 11 settembre 1958 ?, Praga Durata: ? - Spettatori: ? | Jugoslavia       | 3 - 2 | Ungheria         | 15-8, 10-15, 15-7, 11-15, 15-10  |
| 11 settembre 1958 ?, Praga Durata: ? - Spettatori: ? | Bulgaria         | 3 - 0 | Francia          | 15-6, 15-4, 15-7                 |
| 11 settembre 1958 ?, Praga Durata: ? - Spettatori: ? | Romania          | 3 - 0 | Polonia          | 15-13, 15-12, 16-14              |

##### Classifica
| Pos. | Squadra          | Pt | G | V | P | SV | SP | Ratio | PF  | PS  | Ratio |
| ---- | ---------------- | -- | - | - | - | -- | -- | ----- | --- | --- | ----- |
| 1.   | Cecoslovacchia   | 13 | 7 | 6 | 1 | 20 | 7  | 2,857 | 378 | 272 | 1,389 |
| 2.   | Romania          | 12 | 7 | 5 | 2 | 17 | 14 | 1,214 | 386 | 369 | 1,046 |
| 3.   | Unione Sovietica | 11 | 7 | 4 | 3 | 17 | 11 | 1,545 | 370 | 312 | 1,185 |
| 4.   | Bulgaria         | 11 | 7 | 4 | 3 | 16 | 14 | 1,142 | 381 | 369 | 1,032 |
| 5.   | Ungheria         | 11 | 7 | 4 | 3 | 16 | 14 | 1,142 | 383 | 384 | 0,997 |
| 6.   | Polonia          | 10 | 7 | 3 | 4 | 13 | 13 | 1,000 | 339 | 312 | 1,086 |
| 7.   | Jugoslavia       | 9  | 7 | 2 | 5 | 10 | 18 | 0,555 | 281 | 366 | 0,767 |
| 8.   | Francia          | 7  | 7 | 0 | 7 | 3  | 21 | 0,142 | 214 | 348 | 0,614 |

#### Girone 9º posto

##### Risultati
| 5 settembre 1958 ?, Praga Durata: ? - Spettatori: ?  | Rep. Araba Unita | 3 - 0 | Tunisia          | 15-4, 15-8, 15-10                |
| 5 settembre 1958 ?, Praga Durata: ? - Spettatori: ?  | Germania Est     | 3 - 0 | Paesi Bassi      | 16-14, 17-15, 16-14              |
| 5 settembre 1958 ?, Praga Durata: ? - Spettatori: ?  | Albania          | 3 - 1 | Turchia          | 15-10, 15-11, 6-15, 15-7         |
| 5 settembre 1958 ?, Praga Durata: ? - Spettatori: ?  | Italia           | 3 - 1 | Finlandia        | 15-13, 10-15, 18-16, 15-9        |
| 6 settembre 1958 ?, Praga Durata: ? - Spettatori: ?  | Paesi Bassi      | 3 - 0 | Rep. Araba Unita | 15-6, 15-11, 15-13               |
| 6 settembre 1958 ?, Praga Durata: ? - Spettatori: ?  | Albania          | 3 - 1 | Tunisia          | 9-15, 15-6, 15-12, 15-11         |
| 6 settembre 1958 ?, Praga Durata: ? - Spettatori: ?  | Germania         | 3 - 2 | Italia           | 1-15, 16-14, 15-3, 12-15, 16-14  |
| 6 settembre 1958 ?, Praga Durata: ? - Spettatori: ?  | Turchia          | 3 - 1 | Finlandia        | 15-11, 1-15, 15-13, 15-6         |
| 7 settembre 1958 ?, Praga Durata: ? - Spettatori: ?  | Italia           | 3 - 2 | Paesi Bassi      | 2-15, 17-15, 3-15, 15-11, 15-11  |
| 7 settembre 1958 ?, Praga Durata: ? - Spettatori: ?  | Tunisia          | 3 - 2 | Finlandia        | 13-15, 16-18, 16-14, 15-8, 15-4  |
| 7 settembre 1958 ?, Praga Durata: ? - Spettatori: ?  | Germania Est     | 3 - 2 | Turchia          | 13-15, 15-5, 12-15, 15-6, 15-7   |
| 7 settembre 1958 ?, Praga Durata: ? - Spettatori: ?  | Albania          | 3 - 0 | Rep. Araba Unita | 15-9, 15-12, 15-10               |
| 8 settembre 1958 ?, Praga Durata: ? - Spettatori: ?  | Albania          | 3 - 1 | Finlandia        | 15-10, 15-12, 12-15, 15-8        |
| 8 settembre 1958 ?, Praga Durata: ? - Spettatori: ?  | Germania Est     | 3 - 0 | Tunisia          | 15-9, 15-4, 15-11                |
| 8 settembre 1958 ?, Praga Durata: ? - Spettatori: ?  | Turchia          | 3 - 2 | Paesi Bassi      | 15-11, 12-15, 13-15, 15-13, 15-9 |
| 8 settembre 1958 ?, Praga Durata: ? - Spettatori: ?  | Italia           | 3 - 2 | Rep. Araba Unita | 12-15, 15-8, 5-15, 15-6, 15-4    |
| 9 settembre 1958 ?, Praga Durata: ? - Spettatori: ?  | Germania Est     | 3 - 0 | Albania          | 17-15, 15-11, 15-10              |
| 9 settembre 1958 ?, Praga Durata: ? - Spettatori: ?  | Finlandia        | 3 - 2 | Rep. Araba Unita | 15-13, 10-15, 15-5, 15-17, 15-6  |
| 9 settembre 1958 ?, Praga Durata: ? - Spettatori: ?  | Paesi Bassi      | 3 - 1 | Tunisia          | 12-15, 15-5, 15-7, 15-12         |
| 9 settembre 1958 ?, Praga Durata: ? - Spettatori: ?  | Italia           | 3 - 1 | Turchia          | 15-6, 15-10, 9-15, 15-13         |
| 10 settembre 1958 ?, Praga Durata: ? - Spettatori: ? | Germania Est     | 3 - 0 | Finlandia        | 15-7, 15-9, 15-4                 |
| 10 settembre 1958 ?, Praga Durata: ? - Spettatori: ? | Turchia          | 3 - 1 | Rep. Araba Unita | 15-6, 10-15, 15-5, 15-7          |
| 10 settembre 1958 ?, Praga Durata: ? - Spettatori: ? | Albania          | 3 - 2 | Paesi Bassi      | 15-10, 12-15, 15-10, 7-15, 15-10 |
| 10 settembre 1958 ?, Praga Durata: ? - Spettatori: ? | Italia           | 3 - 0 | Tunisia          | 15-8, 16-14, 15-13               |
| 11 settembre 1958 ?, Praga Durata: ? - Spettatori: ? | Turchia          | 3 - 0 | Tunisia          | 15-6, 15-12, 15-11               |
| 11 settembre 1958 ?, Praga Durata: ? - Spettatori: ? | Finlandia        | 3 - 2 | Paesi Bassi      | 15-10, 15-7, 12-15, 7-15, 15-7   |
| 11 settembre 1958 ?, Praga Durata: ? - Spettatori: ? | Germania Est     | 3 - 0 | Rep. Araba Unita | 15-11, 15-11, 15-12              |
| 11 settembre 1958 ?, Praga Durata: ? - Spettatori: ? | Italia           | 3 - 0 | Albania          | 15-9, 15-10, 15-7                |

##### Classifica
| Pos. | Squadra          | Pt | G | V | P | SV | SP | Ratio | PF  | PS  | Ratio |
| ---- | ---------------- | -- | - | - | - | -- | -- | ----- | --- | --- | ----- |
| 1.   | Germania Est     | 14 | 7 | 7 | 0 | 21 | 4  | 5,250 | 361 | 266 | 1,357 |
| 2.   | Italia           | 13 | 7 | 6 | 1 | 20 | 9  | 2,222 | 378 | 333 | 1,135 |
| 3.   | Albania          | 12 | 7 | 5 | 2 | 15 | 11 | 1,363 | 333 | 315 | 1,057 |
| 4.   | Turchia          | 11 | 7 | 4 | 3 | 16 | 13 | 1,230 | 351 | 345 | 1,017 |
| 5.   | Paesi Bassi      | 9  | 7 | 2 | 5 | 14 | 16 | 0,875 | 389 | 368 | 1,057 |
| 6.   | Finlandia        | 9  | 7 | 2 | 5 | 11 | 19 | 0,578 | 356 | 391 | 0,910 |
| 7.   | Rep. Araba Unita | 8  | 7 | 1 | 6 | 8  | 18 | 0,444 | 277 | 344 | 0,805 |
| 8.   | Turchia          | 8  | 7 | 1 | 6 | 5  | 20 | 0,250 | 268 | 351 | 0,763 |

#### Girone 17º posto

##### Risultati
| 6 settembre 1958 ?, Praga Durata: ? - Spettatori: ?  | Belgio         | 3 - 0 | Austria        | 15-5, 15-9, 15-3         |
| 7 settembre 1958 ?, Praga Durata: ? - Spettatori: ?  | Austria        | 3 - 0 | Danimarca      | 15-8, 15-2, 15-11        |
| 7 settembre 1958 ?, Praga Durata: ? - Spettatori: ?  | Belgio         | 3 - 0 | Germania Ovest | 15-5, 15-11, 15-6        |
| 9 settembre 1958 ?, Praga Durata: ? - Spettatori: ?  | Belgio         | 3 - 0 | Danimarca      | 15-7, 15-1, 15-9         |
| 10 settembre 1958 ?, Praga Durata: ? - Spettatori: ? | Germania Ovest | 3 - 0 | Danimarca      | 15-8, 15-11, 15-13       |
| 11 settembre 1958 ?, Praga Durata: ? - Spettatori: ? | Austria        | 3 - 1 | Germania Ovest | 14-16, 15-7, 15-13, 15-2 |

##### Classifica
| Pos. | Squadra        | Pt | G | V | P | SV | SP | Ratio | PF  | PS  | Ratio |
| ---- | -------------- | -- | - | - | - | -- | -- | ----- | --- | --- | ----- |
| 1.   | Belgio         | 6  | 3 | 3 | 0 | 9  | 0  | MAX   | 135 | 56  | 2,410 |
| 2.   | Austria        | 5  | 3 | 2 | 1 | 6  | 4  | 1,500 | 121 | 104 | 1,163 |
| 3.   | Germania Ovest | 4  | 3 | 1 | 2 | 4  | 6  | 0,666 | 105 | 136 | 0,772 |
| 4.   | Danimarca      | 3  | 3 | 0 | 3 | 0  | 9  | 0,000 | 70  | 135 | 0,518 |

## Podio

### Campione
Formazione: Golián, Humhal, Kemel, Láznička, Malý, Musil, Paldus, Paulus, Purnoch, Synovec, Tesař, Toman, CT: Kozák

## Classifica finale
| Pos | Squadra          |
| --- | ---------------- |
|     | Cecoslovacchia   |
|     | Romania          |
|     | Unione Sovietica |
| 4   | Bulgaria         |
| 5   | Ungheria         |
| 6   | Polonia          |
| 7   | Jugoslavia       |
| 8   | Francia          |
| 9   | Germania Est     |
| 10  | Italia           |
| 11  | Albania          |
| 12  | Turchia          |
| 13  | Paesi Bassi      |
| 14  | Finlandia        |
| 15  | Rep. Araba Unita |
| 16  | Tunisia          |
| 17  | Belgio           |
| 18  | Austria          |
| 19  | Germania Ovest   |
| 20  | Danimarca        |